# Concerto pour violon no 1 de Chostakovitch
Pour les articles homonymes, voir Concerto pour violon no 1.
Le Concerto pour violon no 1 en la mineur opus 77, est un concerto pour violon composé par Dmitri Chostakovitch en 1947 - 1948. Lorsque le compositeur est emporté par le jdanovisme, l'œuvre alors en travail entre dans une longue période de maturation forcée. Jusqu'à sa création le 29 octobre 1955 par l'Orchestre philharmonique de Léningrad sous la direction de Ievgueni Mravinski, Dmitri Chostakovitch et son dédicataire, David Oïstrakh violoniste et ami fidèle du compositeur, apportèrent de nombreuses modifications. Le concerto est finalement créé par l'Orchestre philharmonique de Saint-Pétersbourg sous la direction de Ievgueni Mravinski. Le concerto est bien reçu, Oistrakh parle de la profondeur de son contenu artistique.

## Structure
Le concerto dure environ 35 minutes et est composé de quatre mouvements, avec une cadence liant les deux derniers :
1. Nocturne (Moderato) : env. 11 min — un hommage au premier mouvement du Concerto pour violoncelle d'Elgar ;
2. Scherzo (Allegro) : env. 6 min 30 s — Danse démoniaque ;
3. Passacaglia (Andante) : env. 12 min — Utilise le thème du destin de Beethoven, l'incorporant dans la cadence pré-burlesque ;
4. Burlesque (Allegro con brio - Presto) : env. 5 min — Le thème de l'entrée du premier violon ressemble à celui de l'entrée de la flûte solo dans Petrouchka de Stravinsky.

L'exécution dure approximativement 35 minutes.
L'œuvre est écrite pour piccolo, trois flûtes, trois hautbois, cor anglais, trois clarinettes, deux bassons, contrebasson, quatre cors, tuba, timbales, tambourin, tam-tam, xylophone, celesta, deux harpes et cordes.
Oïstrakh décrit le premier mouvement (lent) comme « une suppression des sentiments » et le deuxième comme démoniaque. Dans le premier mouvement très chantant, sous-titré Nocturne, on entend une réminiscence du motif musical du Dies iræ (le premier vers utilisé comme motif secondaire, au violon aussi bien qu'à l'orchestre).
Le Scherzo est remarquable par son utilisation du motif DSCH qui représente le compositeur lui-même. Selon l'avis d'Oïstrakh, il contient « quelque chose de maléfique, de démoniaque et d'épineux » – traits qui ne sont pas rares dans les scherzos du compositeur, celui de la Sixième symphonie par exemple.
Boris Schwarz (Music and Musical Life in Soviet Russia, 1972) parle de la « grandeur lapidaire » de la passacaille. Le début de ce mouvement est aussi remarquable pour la juxtaposition du thème de Staline de la Septième symphonie avec le thème du destin de la Symphonie no 5 de Beethoven. Le thème est exposé aux cordes graves, avec les cors en contrepoint, et la partie de violon dialogue ensuite, ou s'oppose à divers pupitres de l'orchestre. La fin du mouvement est une grande cadence, qui s'enchaîne avec la Burlesque conclusive, qui évoque une fête populaire d'un entrain irrésistible, au milieu de laquelle on entend une réminiscence du thème de la Passacaille.
Le concerto est parfois numéroté Opus 99 : le délai entre la composition et la création explique qu'il avait d'abord été numéroté Opus 77. L'opus 77 a par la suite été attribué à Trois pièces pour orchestre.